# N-337
La N-337 o Acceso al Puerto de Gandía es una carretera nacional española que comunica la localidad de Gandía con el Puerto de Gandía. Es una carretera muy nueva, ya que se abrió al tráfico en abril de 2019.
Su recorrido comienza en el enlace con la N-332, que une Alicante y Valencia por la costa, junto a Gandía y finaliza en el Puerto de Gandía.
Durante la mitad de su recorrido (2 km) cuenta con dos carriles por sentido, y desde la rotonda donde enlaza con la CV-671 y la CV-670 hasta el Puerto de Gandía es de un carril por sentido.
Está en proceso de descatalogación, ya que pasará a ser de competencia municipal.